# 有川真生
有川 真生（ありかわ まさき、1985年3月3日 - ）は、日本の元AV女優（イオンプロモーション所属）。
東京都出身。血液型:B型。身長:153cm。スリーサイズ:B82(C-70)・W59・H83。
趣味:音楽鑑賞・料理。特技:バトントワリング・バスケットボール

## 略歴・人物
2003年11月に『Girl Friend』でデビュー。
2004年に引退。

## 出演作品

### アダルトビデオ
- Girl Friend （2003年11月30日、宇宙企画）
- Happy Kiss （2003年12月28日、宇宙企画）
- 妹の制服 （2004年1月27日、宇宙企画）
- エッチな冒険しようヨ♥ （2004年2月24日、宇宙企画）
- 濡れっ娘いじり。 （2004年3月28日、宇宙企画）
- ぼくのペット （2004年4月29日、宇宙企画）
- 悪戯 女子校生 初恋地獄篇 （2004年5月16日、宇宙企画）
- Angel （2004年6月15日、宇宙企画）
- IDOL宅配便 有川真生をお届けします。 （2004年7月23日、VIP）
- ワタシを調教して下さい。 （2004年8月24日、VIP）

### イメージビデオ
- 真裸 （2004年5月30日、シャッフル）